# Avenue de l'Hers
L'avenue de l'Hers (en occitan : avenguda de l'Hers) est une voie de Toulouse, chef-lieu de la région Occitanie, dans le Midi de la France.

## Situation et accès

### Description
L'avenue de l'Hers est une voie publique. Elle se trouve dans le quartier de Soupetard, dans le secteur 4 - Est.
La chaussée compte une voie de circulation automobile à double-sens. Elle appartient à une zone 30 et la vitesse y est limitée à 30 km/h. Il n'existe pas d'aménagement cyclable.

### Voies rencontrées
L'avenue de l'Hers rencontre les voies suivantes, dans l'ordre des numéros croissants (« g » indique que la rue se situe à gauche, « d » à droite) :
1. Rue Louis-Plana (g)
2. Place de Soupetard (d)
3. Place Lounès-Matoub (g)
4. Rue Mauriès (g)
5. Avenue de la Juncasse (g)
6. Rue Sophie-Germain (g)
7. Voie sans nom

## Odonymie
L'avenue tient son nom de la proximité de la rivière de l'Hers-Mort – ou simplement Hers. Ce cours d'eau, qui prend sa source dans le Lauragais, sur la commune de Laurac (Aude), au niveau de la ligne de partage des eaux entre la mer Méditerranée et l'océan Atlantique, s'écoule du sud-est au nord-ouest. En arrivant sur le territoire de la commune de Toulouse, il irrigue la vallée qui sépare la butte du Calvinet, à l'ouest, des collines de Balma, à l'est. Il se jette enfin dans la Garonne plus au nord, à la limite des communes de Castelnau-d'Estrétefonds, Ondes et Grenade.
Il existe par ailleurs un chemin de l'Hers, dans le quartier de Lalande, au nord de Toulouse. Il marque la limite avec les communes de Launaguet et d'Aucamville, et se trouve effectivement à faible distance du cours de la rivière.

## Patrimoine et lieux d'intérêt

### Cité-jardin de la Juncasse
- no  5 : maison jumelée (1928-1931)[1].
- no  7 : maison jumelée (1928-1931)[2].